# Pedro Gálvez Egúsquiza
Pedro Gálvez Egúsquiza (Cajamarca, 28 de abril de 1822 - París, 23 de agosto de 1872) fue abogado, político, educador y diplomático peruano. Líder de los liberales, debatió con los conservadores desde el Colegio Nacional Nuestra Señora de Guadalupe (del que fue director) y la tribuna parlamentaria, en la década de 1850. Llevó a la acción sus ideas políticas y fue uno de los dirigentes de la Revolución Liberal de 1854 que encabezó el general Ramón Castilla. Se le recuerda por haber sido el redactor del decreto que abolió el tributo de los indígenas. Fue ministro de Justicia y Culto en 1855, y ministro de Hacienda y Comercio en 1862, en el segundo gobierno de Ramón Castilla; presidente del Consejo de Ministros y ministro de Gobierno (1868-1869) en el gobierno de José Balta; diputado constituyente (1855-1857) y senador (1868-1869). Asimismo, ejerció diversas representaciones diplomáticas en Estados Unidos, América Latina y Europa.

## Biografía
Hijo del coronel limeño José Manuel Gálvez Paz y María Micaela Egúsquiza y Aristizábal. Dos de sus hermanos llegaron también a ser personajes notables: José Gálvez Egúsquiza (1819-1866), líder liberal que murió heroicamente en el combate del Dos de Mayo del Callao; y Manuel María Gálvez Egúsquiza (1838-1917), magistrado y político.
Estudió en el Colegio de Ciencias y Artes de su ciudad natal, dirigido por el presbítero Juan Pío Burga. Por un tiempo ayudó a su padre en las labores agrícolas de su hacienda; luego, en 1842, ingresó al Convictorio de San Carlos, donde se graduó de doctor en Jurisprudencia (1845).
Recibido como abogado, pasó a formar parte del cuerpo docente del Colegio Guadalupe (1846), durante el primer gobierno de Ramón Castilla. Fue rector de dicho colegio de 1850 a 1852, en reemplazo de Sebastián Lorente, siendo a la vez sucedido por su hermano José Gálvez. Convirtió al Colegio Guadalupe en una tribuna de las ideas liberales, en rivalidad con el convictorio de San Carlos, bastión de los conservadores liderados por el clérigo Bartolomé Herrera.
Contribuyó también a la organización del Club Progresista, grupo de tendencia liberal, primer ensayo de partido político, el mismo que lanzó la primera candidatura civil a la presidencia de la República en 1851, encarnada en la figura del caudillo Domingo Elías, la misma que fue derrotada por el general José Rufino Echenique.

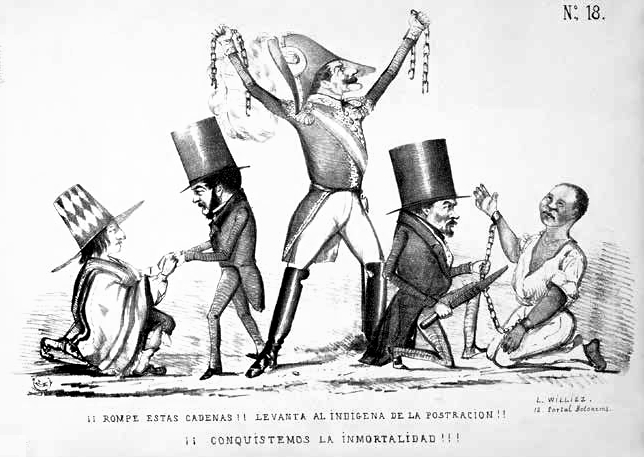
Caricatura en la que el presidente Ramón Castilla aparece como redentor de la población indígena y de los esclavos negros. A la derecha, Manuel Toribio Ureta corta las cadenas a un esclavo y a la izquierda Pedro Gálvez estrecha las manos de un indio.

Bajo el gobierno de José Rufino Echenique, Pedro Gálvez integró la comisión encargada de redactar el proyecto de Código Civil (1851-1852). Junto con su hermano José, se sumó a la revolución de 1854 encabezada por el general Ramón Castilla. Instalado el gobierno revolucionario en Arequipa, fue nombrado Secretario General (ministro único), y como tal, redactó y firmó el decreto de la abolición del tributo de los indios, el 5 de julio de 1854.
Disuelta la secretaría general, fueron creados en su reemplazo dos ministerios: la de Gobierno, Relaciones Exteriores, Guerra y Marina; y la de Culto, Justicia, Hacienda y Beneficencia. Pedro Gálvez pasó a ejercer esta última, mientras que la primera la ocupó Manuel Toribio Ureta (7 de noviembre de 1854).
Triunfante la revolución liberal e instalado el gobierno provisorio de Castilla, se reorganizaron los ministerios. Gálvez pasó a ser ministro de Justicia, Culto y Beneficencia, cargo que ejerció de 1 de febrero a 25 de agosto de 1855.
En 1855 resultó elegido diputado por Cajamarca, y pasó a integrar la Convención Nacional o Congreso Constituyente, que dio la Constitución Liberal de 1856. Formó parte de la comisión que creó el Consejo de Ministros del Perú.
En 1856, el gobierno de Castilla lo envió como ministro plenipotenciario a Centroamérica, con la misión de gestionar la adhesión de los países de esa región al Tratado Continental auspiciado por el Perú, con el fin de unirse para una defensa mancomunada ante posibles intervenciones extranjeras. Logrado dicho propósito, pasó a Colombia y luego a Venezuela, para realizar otras gestiones. En dicha labor, mostró solidaridad Hispanoamericanista durante la Guerra Nacional de Nicaragua, concediendo un préstamo a Costa Rica para recuperar su economía devastada tras la expedición Filibustera de William Walker, además de mostrar interés por la construcción de un Canal centroamericano que una al Pacífico y el Atlántico.
Fue acreditado como ministro plenipotenciario en España, donde no fue recibido, pasando luego con la misma investidura a la corte de Napoleón III en París (1860).
Retornó al Perú, ya en los días finales del gobierno de Castilla. A decir de Basadre, regresó «curado de los devaneos liberales de su juventud». Fue nombrado Ministro de Hacienda y Comercio, cargo que desempeñó de 25 de julio a 8 de octubre de 1862.
De nuevo fue enviado a Francia como ministro plenipotenciario (1862-1864) y al retornar fue nombrado decano de la Facultad de Jurisprudencia de la Universidad de San Marcos (1866-1868).
En 1868 fue elegido senador por Cajamarca. Al inaugurarse el gobierno del coronel José Balta integró el gabinete ministerial ocupando el portafolio de Gobierno y la presidencia del Consejo de Ministros. Pero renunció el 13 de abril del año siguiente, sin mencionar causal alguna en el oficio respectivo; se dijo entonces que fue por una discrepancia que tuvo con el presidente.
Sucesivamente pasó a ejercer la representación diplomática ante los Estados Unidos y diversos gobiernos de Europa, hasta su fallecimiento en Francia, en 1872.

## Debate entre liberales y conservadores
Luis Antonio Eguiguren Escudero comenta así la polémica entre Bartolomé Herrera (desde San Carlos, trinchera de los conservadores) y Pedro Gálvez Egúsquiza (desde Guadalupe, tribuna de los liberales):

"La acción batalladora de Herrera estimula a los liberales para defender sus principios. En la prensa reflejan sus ideas; pero el centro organizado que debía tomar su puesto en la polémica es el Colegio de Guadalupe. Se le imputó a Herrera la responsabilidad de educar a los jóvenes del Convictorio mediante ideas retrógradas. Su discípulo predilecto, el carolino Pedro Gálvez, como profesor de Guadalupe surge en la polémica y en la acción ideológica para captar a la juventud y orientarla por el camino del liberalismo. De este modo el Colegio de Guadalupe se enfrenta a San Carlos. La lucha se entabla sobre los principios: en esa época San Carlos representa la tradición, el orden severo, la disciplina rígida; Guadalupe en cambio ostenta el espíritu de la libertad, de la democracia sin apellidos sonoros, del laicismo, de la sangre popular que proviene de apellidos anónimos. El entredicho toma la forma de incidentes personales pues los muchachos guadalupanos y carolinos contienden en las calles a puño limpio [eran vecinos el Colegio de San Carlos en lo que es hoy la “Casona” de San Marcos y el de Guadalupe en la calle de la Chacarilla, Jr. Apurímac cuadras 4 y 5, detrás del edificio que durante toda la segunda mitad del siglo xx alojó al Ministerio de Educación]. Debió ser tan enconada la controversia que hasta el Congreso llegaron las diferencias de quienes representaban un espíritu y una orientación. En efecto, en 1849 Bartolomé Herrera y Pedro Gálvez llegaron a ser diputados. Ambos convirtieron la tribuna parlamentaria en tribuna de propaganda. Los dos líderes de corrientes ideológicas diversas intervinieron en dos debates notables: sobre la elección de obispos y sobre el sufragio de los indígenas. Herrera aprobó el punto de vista de que el sufragio debía ser suprimido para los indígenas; [Pedro] Gálvez pronunció un apasionado alegato en contra de los puntos de vista del rector de San Carlos, sosteniendo que la capacidad [es decir, el nivel de educación] no era el origen de los derechos políticos, afirmando que ciertos requisitos no eran sino producto de exigencias artificiales de la sociedad. La votación fue favorable a Gálvez".